# Трон Бориса Годунова
Золотой царский трон, т. н. Трон Бориса Годунова, «Место царское золотое» — один из русских царских тронов.
Был изготовлен в конце XVI — в начале XVII вв. персидскими мастерами.
Хранится в Оружейной палате. Начиная с венчания царя Михаила Федоровича трон на протяжении нескольких столетий использовался в церемониях возведения на престол российских государей. Его не раз поновляли. Известно, например, что при подготовке предметов парадного церемониала к коронации Елизаветы Петровны в 1742 г. использовавшийся в отделке трона иранский бархат из-за ветхости был заменен на французский. Однако частично, на внутренней стороне трона, он сохранился.

## История

### Архивная опись
Как пишет каталог тронов 2018 года, «он справедливо считается одним из древнейших церемониальных кресел российских самодержцев, хотя в настоящее время у исследователей нет единого мнения по вопросу окончательной атрибуции этого памятника». Так называемый «Трон Бориса Годунова» обычно соотносится с предметом, именуемым в архивных документах как «место персицкое».
Согласно архивам Оружейной палаты, «место персицкое» было подарено шахом Аббасом I царю Борису Годунову в 1604 году:
«шах Прислал с послом Лачин-беком к великому Государю нашему Царское место золото с лалы и с яхонты и с иным дорогим каменьем прежних великих Государей Персидцких»
В «Описи Большому государеву наряду в Государевой большой казне царя Михаила Федоровича 7150 (1642 г.)» трон упоминается как «место персицкое оправлено золотом с каменьем с бирюзами…».
Сомнения о верности отождествления существующего предмета с упомянутым «местом персидским» возникли из-за того, что «в приведенном документе отсутствует описание формы или каких-либо других ярких идентификационных признаков, присущих только этому предмету. Вся характеристика сводится лишь к обозначению тканей и ювелирных материалов, использованных при изготовлении декора. Особо упомянуты бирюза и винисы» «Виниса» — древнерусское название красного драгоценного камня, более дешёвого, чем шпинель — то есть граната; в то время как существующий артефакт, помимо бирюзы, украшен рубинами и турмалинами.

### Существующий объект
Единого мнения по датировке предмета не сформулировано: в различных изданиях встречаются следующие варианты — до 1604 года, 16 век, конец 16 века, конец 16 — начало 17 века.
Каталожное описание трона гласит: 

Персия, до 1604 года (ткань — Франция, XVIII в.). Золото, рубины, турмалины, бирюза, жемчуг; канафарение, басма. Высота 90 см. Ширина 62,5 см.
Трон — типичное восточное произведение искусства. Он имеет низкие спинку и подлокотники. Он имеет деревянную основу, оклеенную чеканными золотыми пластинами с тиснением по матрице (басмой) и канфарением. «В орнаментации использованы излюбленные на Востоке растительные мотивы, которые дополнены крупными камнями в высоких глухих кастах — голубой бирюзой, турмалинами и рубинами, также популярными в ювелирном деле Востока».
Априори всеми исследователями артефакта безоговорочно принято его восточное происхождение, исходя из истории его происхождения, однако иконографическое исследование досконально ещё не проведено и, возможно, есть византийские и западноевропейские мотивы (романские и готические).
Трон весь усыпан драгоценными и полудрагоценными камнями. В целом его украшают 552 рубина и турмалина, 825 бирюзы, 177 жемчужинами и 700 половинок жемчужин. Несколько камешков потеряно, поэтому на их месте находятся пустые гнезда.
Во времена Петра I трон был передан Оружейной Палате, но в 1742 году изъят оттуда для коронационной церемонии императрицы Елизаветы Петровны (тогда же первоначальный красный персидский бархат был заменен модным французским голубым вельветом с цветочным орнаментом).